# LGBT práva v Itálii

Duhová mapa Itálie

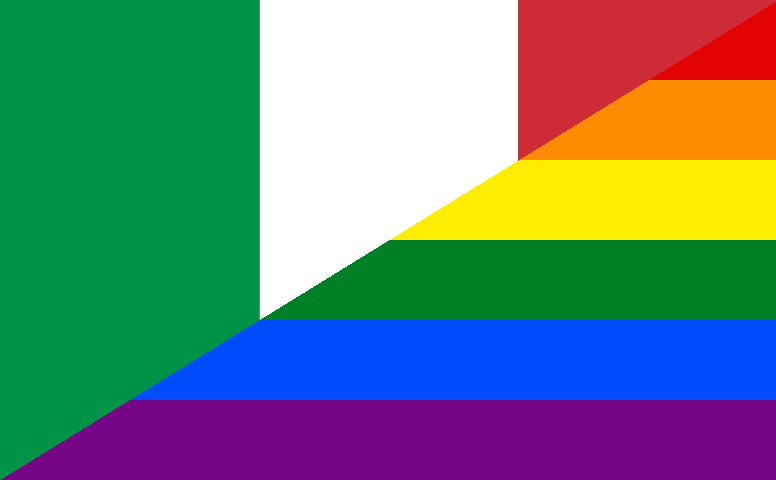
Neoficiální italská vlajka s duhovým motivem

Práva leseb, gayů, bisexuálů a translidí zažila v Itálii v poslední době značný rozmach. Přesto se ale LGBT Italové stále setkávají s některými druhy diskriminace, které jsou pro většinovou populaci neznámé. Veřejné mínění ve vztahu k LGBT+ menšině má tendenci být spíše kulturně liberální, což nakonec vyústilo v přijetí zákona o registrovaném partnerství v r. 2016.
Mužská i ženská stejnopohlavní sexuální aktivita je v Itálii legální od r. 1887 po přijetí nového trestního zákoníku. Zákon o registrovaném partnerství, který garantuje homosexuálním párům většinu práv a povinností plynoucích z manželství, byl přijat v květnu 2016. Část, která měla umožnit adopci dítěte partnera, byla z návrhu vyňata, a momentálně se nachází ve fázi právních debat. Stejný zákon garantuje také určitá práva nesezdaným homosexuálním a heterosexuálním párům.
Translidé mohou od r. 1982 procházet změnou pohlaví. Ačkoli je homofobní diskriminace na pracovišti zakázaná od r. 2003, nebyly přijaty žádné další zákony proti homofobní a transfobní diskriminaci. V únoru 2016 po předešlém přijetí zákona o registrovaném partnerství v Senátu ukázal nejaktuálnější výzkum, že drtivá většina Italů podporuje registrované partnerství (69 %), těsná většina pak stejnopohlavní manželství (56 %), ale přiosvojení a homoparentalitu obecně podporuje pouze menšina (37 %).

## LGBT historie v Itálii
Sjednocení Itálie, k němuž došlo v r. 1860, znamenalo spojení několika států v jeden, z nichž všechny (vyjma dvou) dekriminalizovaly soukromý, bezúplatný a konsensuální pohlavní styk mezi dospělými osobami stejného pohlaví dle Code civil.
Jednu z výše zmíněných výjimek tvořilo Sardinské království, které trestalo pohlavní styk mezi muži (žen se toto netýkalo) podle § 420 - § 425 trestního zákona, který vydal r. 1859 král Viktor Emanuel II.
Po sjednocení rozšířilo bývalé Sardinské království své trestní zákony na zbytek nově vzniklého Království Itálie. Toto se však netýkalo území bývalého Království obojí Sicílie, kde se přihlíželo ke "specifickým vlastnostem těch, co žili na jihu".
Tato bizarní situace, kdy byla homosexualita v jedné části království ilegální, a ve druhé části legální, se definitivně vyřešila v r. 1887, kdy byl zaveden Zákon Zanardelli rušící veškerá ustanovení o různém zacházení s heterosexuálními a homosexuálními vztahy napříč celou Itálií.
Od zavedení prvního celonárodního Trestního zákona v r. 1889, účinného od r. 1890, není známo, že by kdy na tomto území existovaly zákony proti soukromému, konsensuálnímu pohlavnímu styku dospělých osob téhož pohlaví.
Situace se nezměnila ani po nástupu fašismu 19. prosince 1930 a zavedení Zákona Rocco. Homosexualita se toho času spíše tabuizovala z důvodu snahy o vyhnutí se veřejnému skandálu. Represe byly spíše záležitostí katolické církve, než italského státu. V každém případě se potvrdilo, že si většina Italů tehdy spojovala homosexualitu s méně zdravými a mužnými cizinci.
Nicméně ani toto nebránilo tehdejšímu režimu v úřední šikaně homosexuálních mužů, která v některých případech vedla i k uvězňování, zejména v období Italské sociální repbuliky, což byl loutkový stát v čele s Benitem Musolinim existující v letech 1943-45.
Zákon Rocco zůstal platný ještě v několika dalších následujících dekádách. Jeho postoj k homosexualitě byl takový, že se jedná o problém morálky a náboženství, který však nepodléhá sankcím ze strany veřejné moci. I tak tu ale byly v poválečném období minimálně tři pokusy o rekriminalizaci homosexuálního chování, všechny však zablokovala Křesťanskodemokratická strana. A právě tyto postoje vedou k tomu, že se obtížně vedou veřejné diskuse o tématu uznání homosexuálních vztahů v parlamentní sféře.

## Problematika LGBT v Itálii

### Legální stejnopohlavní styk
Stejnopohlavní sexuální aktivita je v Itálii legální od r. 1890  se sjednoceným legálním věkem způsobilosti k pohlavnímu styku ve výši 14 let.

### Služba v armádě
Homosexuálům není odepřeno právo sloužit v armádě. Ozbrojené síly Itálie nesmí znemožňovat homosexuálním mužům a ženám působit v jejich řadách v souladu s Ústavou Itálie.

### Právní ochrana
V r. 2002 se Franco Grillini neúspěšně pokusil o novelu Ćlánku III. Ústavy Itálie zakazující diskriminaci na základě sexuální orientace.
V r. 2004 se Toskánsko stalo prvním italským regionem zakazujícím diskriminaci homosexuálů  v zaměstnání, vzdělávání, veřejných a ubytovacích službách. Tento krok napadla u Ústavního soudu Berlusconiho vláda s odůvodněním, že jenom ona může přijímat taková rozhodnutí. Na to Ústavní soud zvrátil ustanovení týkající se ubytovacích služeb z důvodu respektu k soukromým hoteliérům a náboženským institucím, ale zbytek zákona zůstal platný. Podobnou legislativu následně přijal i Piemont.
Víceméně počínaje r. 2003 je diskriminace na základě sexuální orientace v zaměstnání ilegální v celé zemi z důvodu splnění podmínek pro členství v EU.
V r. 2006 Grillini znovu navrhl anti-diskriminační zákony, toho času zakazující jak diskriminaci homosexuálů, tak i transsexuálů. Ty sklidily ještě menší podporu než při prvním pokusu.
V r. 2008 Ital Danilo Giuffrida obdržel odškodnění ve výši 100 tisíc euro za to, že mu bylo přikázáno Ministerstvem dopravy znovu vykonat řidičský test z důvodu jeho sexuální orientace. Soudce v jeho případě došel k závěru, že se jednalo o jasné porušení anti-diskriminačních zákonů.
V r. 2009 Poslanecká sněmovna odložila jednání o přijetí anti-homofobních zákonů, které by zpřísnily tresty za zločiny proti homosexuálům, zpracované stranou Centrální unie s podporou Legy Nord a Lidu svobody , byť 9 poslanců blízkých předsedovi sněmovny Gianfrancovi Finim zaujímalo negativní stanovisko. Poslanec Paola Binetti patřící k Demokratické straně poté hlasoval proti zásadám své strany.
16. května 2013 se jednalo o návrhu zákona o zákazu diskriminace na základě sexuální orientace a genderové identity na nátlak čtyř poslanců ze čtyř různých politických stran. Návrh získal podporu 221 poslanců napříč celým politickým spektrem mimo středo-pravicových stran. V reakci na tyto kroky někteří poslanci navrhli dva zákony. 7. července je Justiční komise sjednotila v jeden.
Zákon proti homofobii, bifobii a transfobii se setkal s odporem ze strany konzervativních poslanců obávajících se pokutování a uvěznění za svůj nesouhlas s uznáním stejnopohlavního soužití. 5. srpna Sněmovna začala o zákonu uvažovat. 19. září 2013 nová legislativa prošla v poměru hlasů 228:58 (108 se zdrželo). Ten samý den prošla kontroverzní novela zákona garantující svobodu projevu pro politiky a duchovní. Momentálně se čeká na stanovisko Senátu.

### Stejnopohlavní soužití
Od r. 2016 mají stejnoohlavní páry přístup ke společnému vlastnictví, sociálnímu zabezpečení a dědickým právům. V r. 2005 v rámci zastupitelských voleb mnoho italských regionů přijalo institut podobný francouzskému občanskému paktu solidarity, mezi něž patřilo Toskánsko, Umbrie, Emilia Romagna, Marche, Apulie, Lazio, Ligurie a Abruzzo. Lombardie s vedením středopravicového Sněmu Svobody oficiálně prohlásila svůj nesouhlas s jakýmkoli právním uznáním stejnopohlavních soužití. Tyto kroky byly tenkrát pouze znakem autonomie jednotlivých regionů.
V posledních 20 letech zde bylo zaznamenáno několik návrhů zákona o neregistrovaném soužití, ale žádný z nich neprošel z důvodu střetu se sociálně konzervativními členy parlamentu tvořících dvě vládní koalice. Poslední návrh zpracovala vláda Romana Prodiho. Zákon se vztahoval na pracovní právo, dědictví, daňové zákony a zdravotní péči neregistrovaných homoseuxálních a heterosexuálních párů. Přijetí zákona nebylo považováno za klíčové a z důvodu pády Prodiho vlády se ani neprojednalo.
V r. 2010 vydal Ústavní soud ozhodnutí o uznání stejnopohlavního soužití jako legitimní sociální formace hodné podobné právní ochrany, jakou má manželství. Po tomto rozhodnutí se soud nakonec rozhodl svůj verdikt odložit kvůli řešení mnohem ožehavější problematiky stejnopohlavního manželství alžírských Italů se Španěly. V tomto kroku se rozhodlo, že italská justice musí respektovat zahraniční stejnopohlavní manželství Italů s odvoláním se na Usnesení č. 138.
21. července 2015 byla Itálie obviněná z porušování lidských práv ze strany Evropského soudu pro lidská práva, jelikož nedává státní uznání stejnopohlavnímu soužití ve formě manželství nebo jiného právního statusu.
2. února 2016 se začal italský senát zabývat návrhem zákona o registrovaném partnerství., který pak následně schválil v poměru hlasů 173:71 25. února téhož roku. Návrh byl následně postoupen Poslanecké sněmovně, která jej přijala 11. května 2016 v poměru hlasů 372:51 s 99 zdrženími se. Kvůli zajištění rychlého přijetí zákona obdržel premiér Matteo Renzi důvěru neobyvkle brzy se slovy, že je neakceptovatelné tento krok po tolika neúspěších oddalovat. Registrované partnerství garantuje stejnopohlavním párům stejná práva a povinnosti jako mají manželé, vyjma možnosti společné adopce a adopce dítěte druhého z partnerů, což bylo vyňato z původní verze.

### Homoparentalita
Osvojení a náhradní rodinná péče má právní úpravu v Zákoně č. 184/1983. Adopce je umožněná pouze manželským heterosexuálním párům. V poručenství a pěstounství žádná taková omezení neexistují.
11. ledna 2013 svěřil kasační soud dítě do výhradní péče lesbické matky. Otec dítěte si stěžoval, že homosexuální vztah matky může zanechat negativní dopad na dítě. Nejvyšší soud žalobu otce neuznal z důvodu, že jeho argumenty proti matce byly absurdní.
15. listopadu 2013 rozhodl soud v Boloni o svěření tříletého dítěte do pěstounské péče gay páru.
1. března 2016 vyhověl Opatrovnický soud v Římě žádosti lesbického páru o vzájemném přisvojení fakticky vychovávaných dcer. Již od r. 2014 vydal tento soud nejméně 15 rozsudků, které umožnily vzájemné upravení rodičovských práv k nevlastním dětem v rámci homoparentální rodiny. 29. dubna 2016 získala Marilena Grassadonia, prezidentka Asociace duhových rodin, rodičovská práva k synům své ženy. Možnost přisvojení nevlastního dítěte potvrdil Nejvyšší správní soud Itálie ve svém rozhodnutí 22. června 2016.

### Práva translidí
Crossdressing je v Itálii legální a operační změna pohlaví rovněž po souhlasu lékařů. Nicméně genderová identita není dosud zahrnutá do anti-diskriminačních zákonů.
V r. 1982 se Itálie stala třetím národem na světě, který přiznal translidem právo na změnu pohlaví. Před ní to bylo možné pouze ve Švédsku (1972) a Německu (1980).
V r. 2006 byl propuštěn z pracovního poměru policejní důstojník pro údajné projevy crossdressingu na veřejnosti ve volnočasových aktivitách.
Prvním otevřeným transpolitikem se stala poslankyně Vladimir Luxuria, která v r. 2006 získala madnát za Stranu komunistické obnovy. Po své neúspěšné druhé kandidatuře získala cenu v populární reality show L'Isola dei Famosi.
V r. 2005 bylo uzavřeno klasické manželstvím mezi mužem a ženou. O několik let později prošel jeden z manželů procesem změny pohlaví z muže na ženu. V r. 2009 byla tato nová žena oficiálně právně uznána podle Zákona č. 164/1982 Sb. o změně pohlaví ve znění pozdějších předpisů (Legge 14 aprile 1982, n. 164). Manželství by se z tohoto důvodu stalo automaticky neplatným navzdory faktu, že nebyl podán návrh na jeho rozvod, neboť už nesplňovalo jeho zákonnou definici (trvalé soužití muže a ženy).
Zákon č. 164/1982 Sb. o změně pohlaví ve znění pozdějších předpisů jasně říká, že probíhající změna pohlaví jednoho z manželů znamená neplatnost trvajícího manželství a s ní související povinnost zažádat o rozvod, k čemuž ale ve výše uvedené kauze (Alessandra) a její manželka nedošlo. Pár se obrátil na soud ve městě Modena, aby prohlášení o neplatnosti manželství zrušil. 27. října 2010 jim soud vyšel vstříc. Nicméně Ministerstvo vnitra se proti tomu odvolalo, a v tu samou dobu odvolací soud v Boloni zvrátil rozhodnutí soudu nižší instance.
Později pár podal kasační stížnost k Nejvyššímu soudu. 6. června 2013 dal Nejvyšší soud podnět k Ústavnímu soudu ohledně prověření kompatibility Zákona o změně pohlaví s ústavním pořádkem země, konkrétně v oblasti automatického prohlášení manželství za neplatné, byť pár nedal žádost o rozvod. V r. 2014 Ústavní soud umožnil páru nadále setrvat v manželství.
21. května 2015 vydal Nejvyšší soud průlomový rozsudek, který neukládá osobám procházejícím úřední změnou pohlaví povinnost sterilizace.

## LGBT organizace a veřejné kampaně

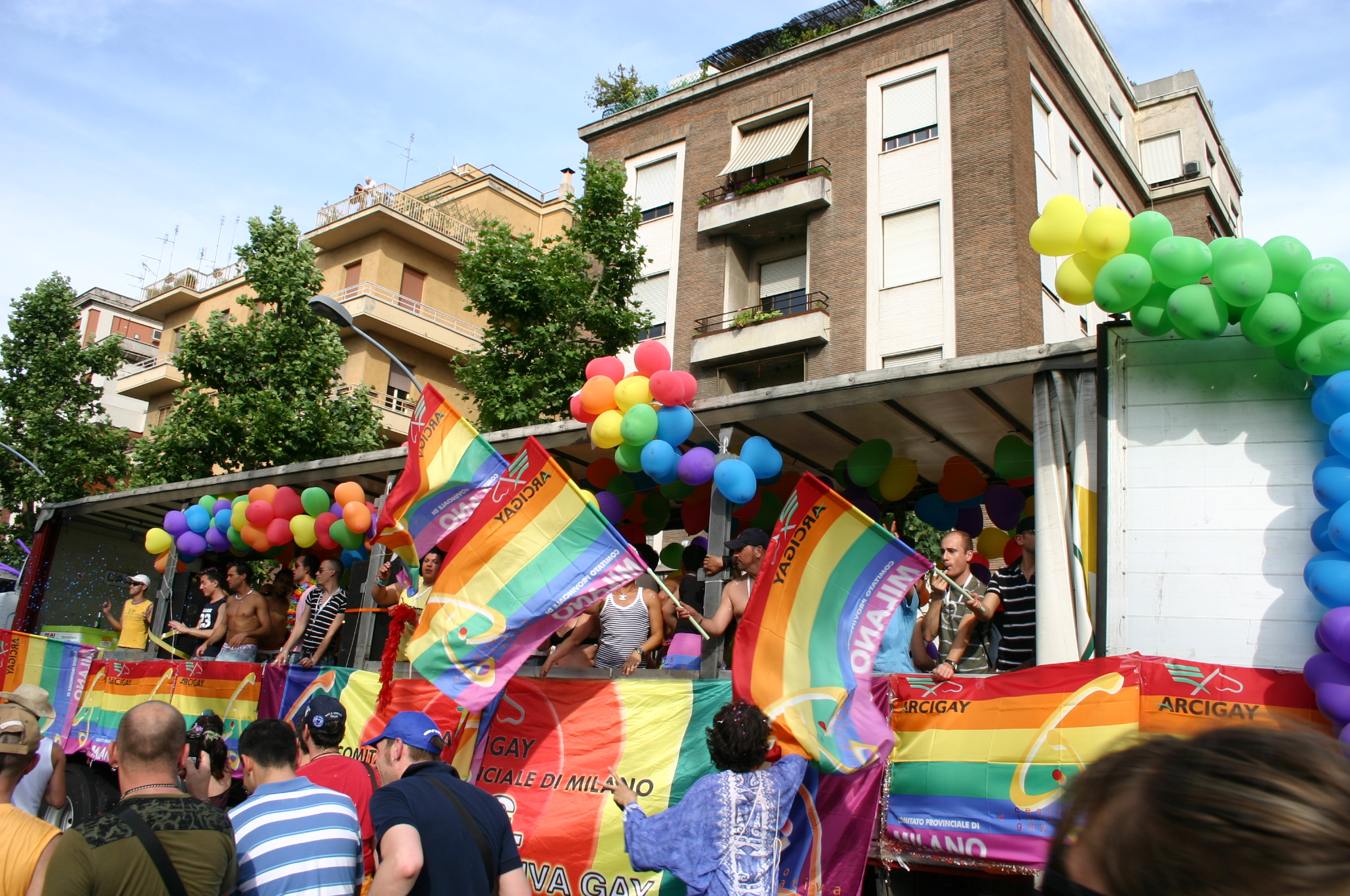
Aktivisté Arcigay na Rome Gay Pride, 2007

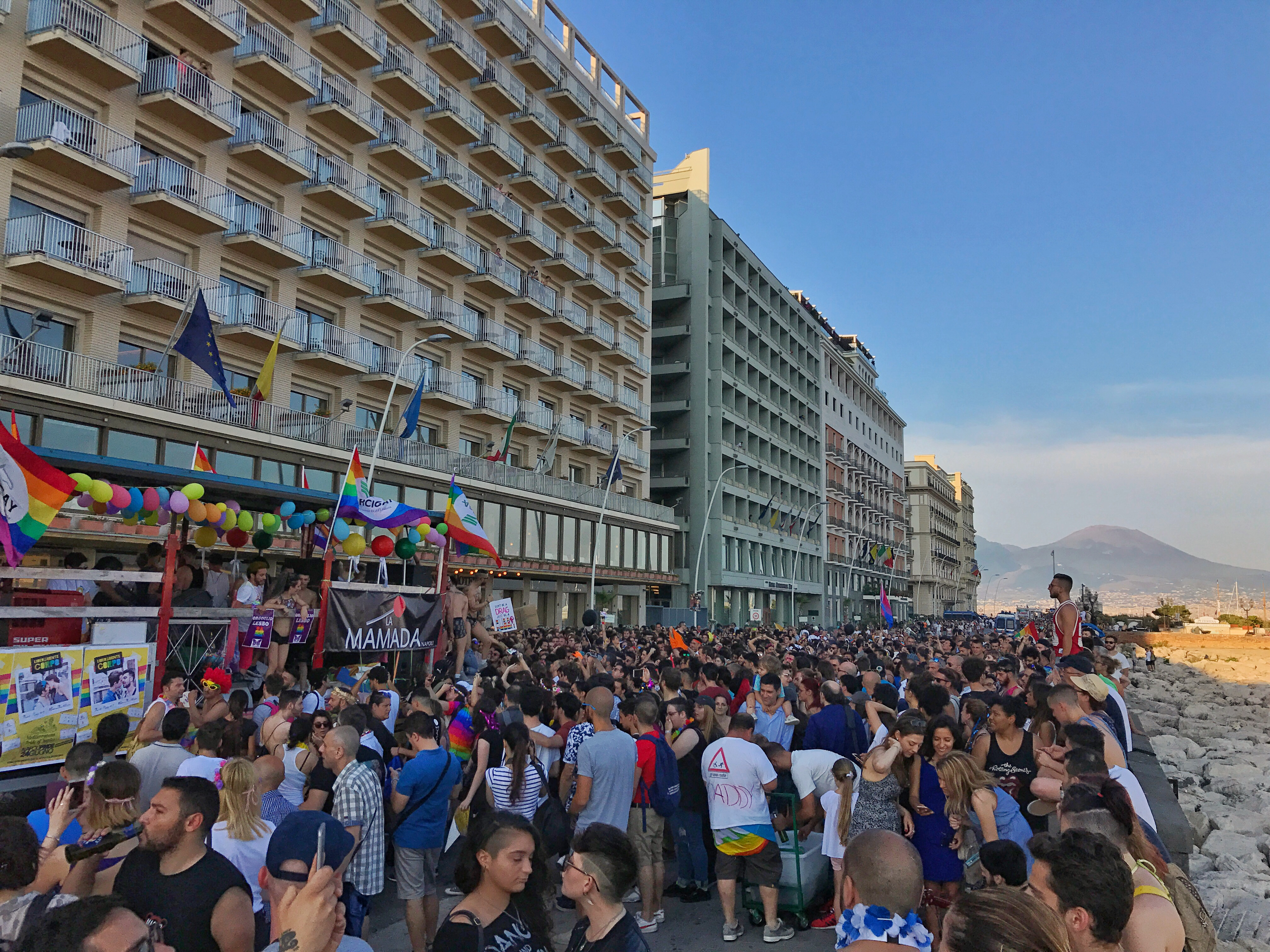
Účastníci průvodu gay pride v Neapoli, 2017

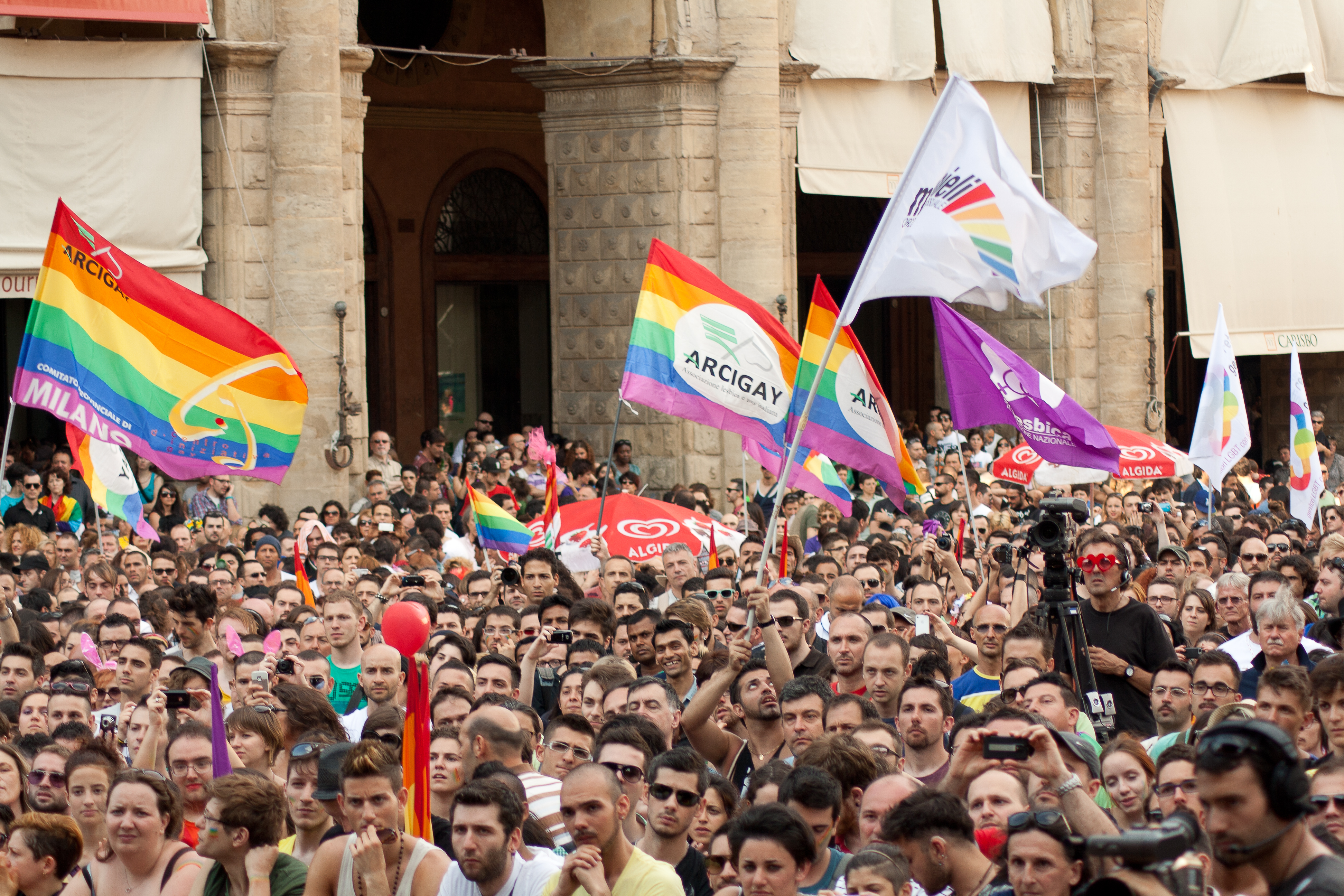
Bologna Pride, 2012

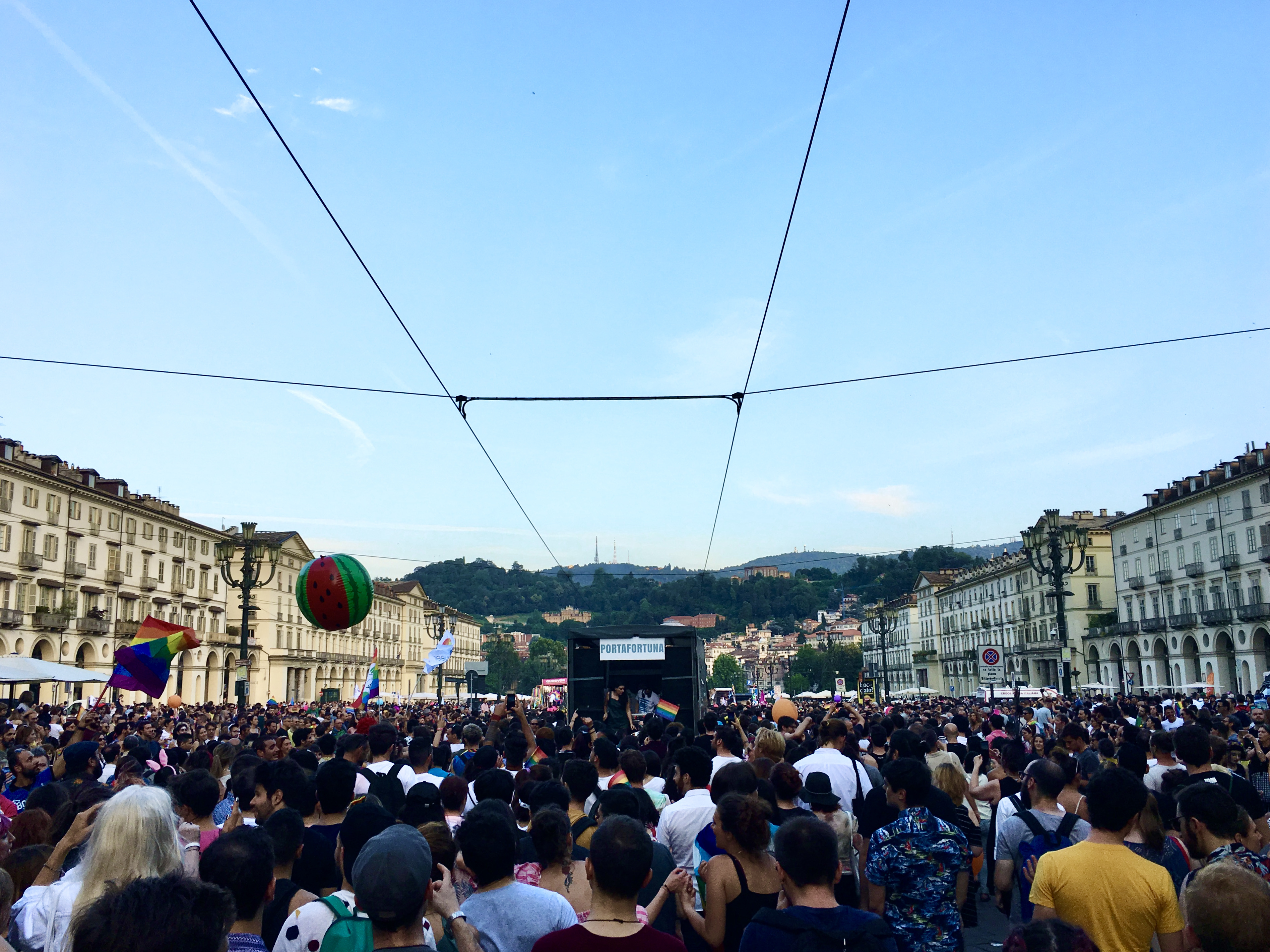
Účastníci gay pride na Piazza Vittorio, Turín

Přední italskou organizací lobbující za LGBT lidská práva je Arcigay, která zde působí od r. 1985, a vede kampaň za legalizaci státem uznávaného stejnopohlavního soužití.
V politické sféře nadále působí mnoho homosexuálních a bisexuálních osob:
- Vladimir Luxuria, první otevřeně transgender člen parlamentu v Evropě a druhý ve světě po Novozélanďance Georgině Beyer. Bývalá poslankyně za Stranu komunistické obnovy
- Nichi Vendola, bývalý poslanec a předseda strany Sinistra Ecologia Libertà a prezident regionu Apulie
- Rosario Crocetta, bývalý prezident Sicílie a vážený člen Demokratické strany
- Paola Concia, bývalá poslankyně za Demokratickou stranu
- Daniele Capezzone, bývalý mluvčí Lidu svobody
- Franco Grillini, bývalý poslanec za Demokraty levice
- Marco Pannella, bývalý europoslanec a předseda Italských radikálů (momentálně v důchodu)
- Alfonso Pecoraro Scanio, bývalý ministr životního prostředí a první otevřeně bisexuální člen vlády
- Gianmarco Negri, starosta Tromella, provincie Pavia, první otevřený transgender komunální politik v Itálii

- V r. 2007 byla vypuštěná do veřejného prostoru reklama, na níž bylo dítě se štítkem označujícím homosexualitu coby jev způsobující kontroverzi. Jednalo se o součást kampaně regionální vlády v boji proti anti-gay diskriminaci.[33]

8. června 2019 se konal 25. ročník festivalu Roma Pride se 700 tisícovou účastí.

## Sociální podmínky

### Veřejné mínění
Podle výsledků průzkumu společnosti Italy Eurispes zveřejněného 29. ledna počet Italů majících pozitivní vztah k homosexualitě a k uznání gay a lesbických párů stále stoupá.
82 % Italů si stojí zatím, že homosexuálové jsou jim rovni. 41 % občanů si myslí, že homosexuálové by měli mít právo uzavřít občanský sňatek a 20,4 %, že by měli mít právo uzavírat registrované partnerství. Ve výsledku 61,4 % je pro právní uznání gay a lesbických vztahů, což je o 2,5 % více než loni (58,9 %) a téměř 10 % než před 7 lety (51,6 % v r. 2003).
| Italové podporují právo homosexuálů                  | 2009  | 2010  | 2012  | 2013 | 2014 | 2015 | 2016 |
| Italové podporují právo homosexuálů                  | ANO   | ANO   | ANO   | ANO  | ANO  | ANO  | ANO  |
| ---------------------------------------------------- | ----- | ----- | ----- | ---- | ---- | ---- | ---- |
| na právní uznání stejnopohlavního soužití            | 58.9% | 61.4% | 62.8% | 79%  | -    | -    | 69%  |
| uzavírat manželství                                  | 40.4% | 41%   | 43.9% | 48%  | 55%  | 53%  | 56%  |
| uzavírat registrované partnerství, ale ne manželství | 18.5% | 20.4% | 18.9% | 31%  | -    | -    | -    |

## Souhrnný přehled
| Legální stejnopohlavní styk                                                             | (1890) |
| Stejný věk legální způsobilosti k pohlavnímu styku pro obě orientace                    | (1890) |
| Anti-diskriminační zákony v zaměstnání                                                  | (2003) |
| Anti-diskriminační zákony v přístupu ke zboží a službám                                 | / (Platí pouze v Toskánsku, Piemontu), Umbrii a na Sicílii)                                                    |
| Anti-diskriminační zákony v ostatních oblastech (homofobní urážky, zločiny z nenávisti) | / (Platí pouze v Toskánsku a Piemontu, Umbrii a na Sicílii)                                                    |
| Stejnopohlavní manželství                                                               | (navrženo) |
| Uznávání stejnopohlavního manželství                                                    | (Uznávání zahraničních stejnopohlavních manželství připouští Kasační soud)                                     |
| Jiná forma stejnopohlavního soužití                                                     | (2016) |
| Adopce dítěte partnera                                                                  | Potvrzená Nejvyšším správním soudem Itálie od r. 2016                                                          |
| Společná adopce dětí stejnopohlavními páry                                              | / (Florencký opatrovnický soud uznal zahraniční homoparentální osvojení navzdory nesouhlasu milánského soudu.) |
| Gayové a lesby můžou otevřeně sloužit v armádě                                          | (1947) |
| Možnost změny pohlaví                                                                   | (1982, bez sterilizace od r. 2015)                                                                             |
| Náhradní mateřství pro gay páry                                                         | (žádná právní úprava ani pro heterosexuální páry)                                                              |
| MSM smějí darovat krev                                                                  | (2001) |